# Stranov

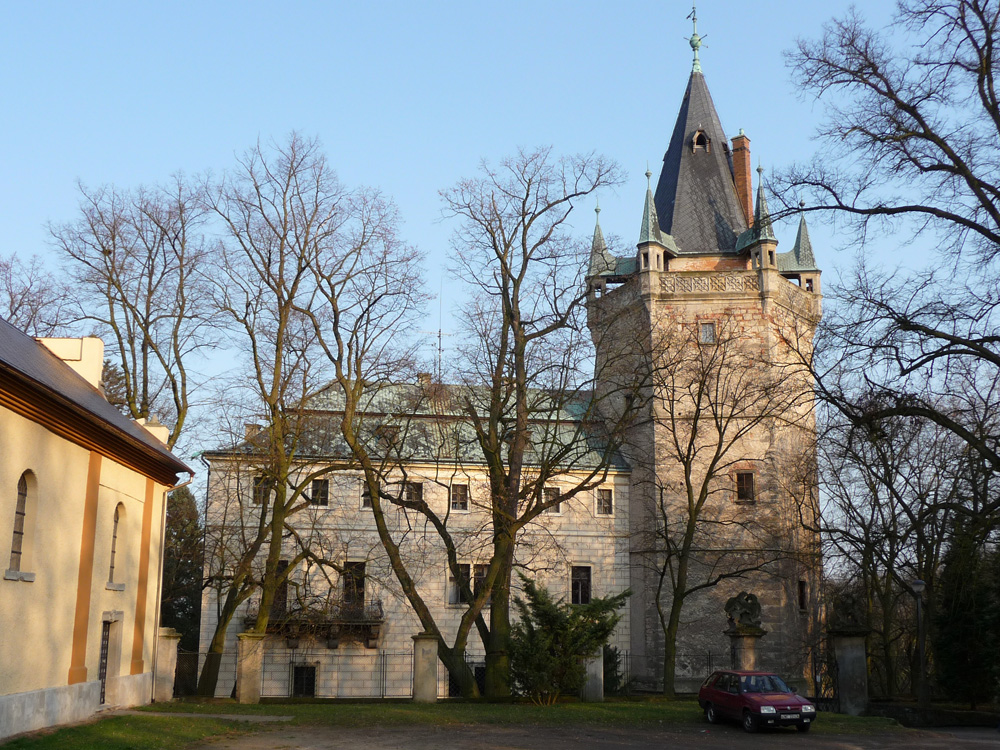
Lâu đài Stránov

Lâu đài Stránov nằm ở vùng Trung Bohemia, Cộng hòa Séc. Lâu đài có nguồn gốc từ thời Trung cổ, sau này Joseph Schulz tái thiết công trình theo phong cách tân Phục hưng.

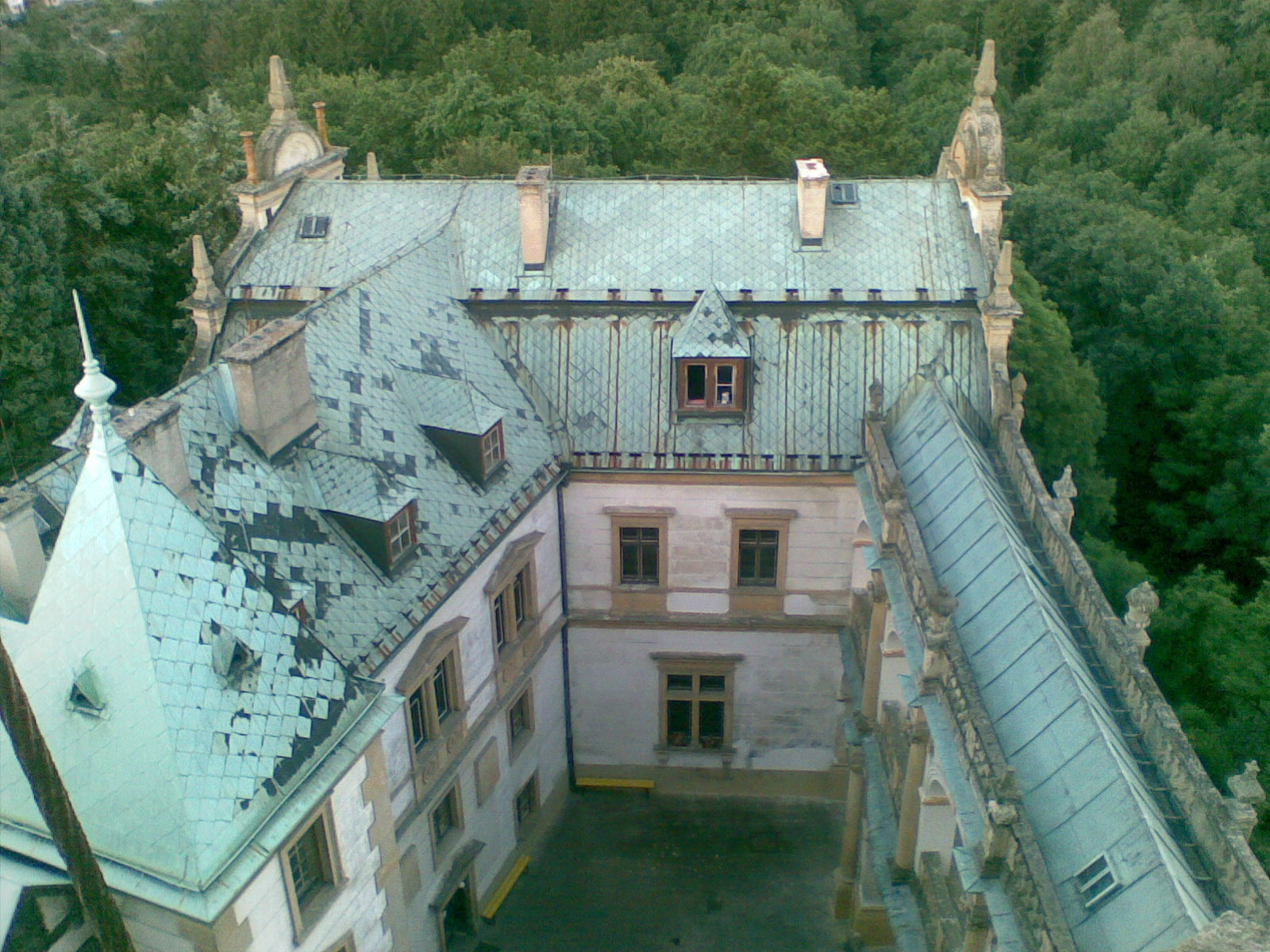
Sân lâu đài Stránov

## Lịch sử
Năm 1429, Ngài Bohuněk cho phá bỏ công trình công sự bằng gỗ nằm ở vị trí của lâu đài hiện tại. Jaros xây dựng lên lâu đài Stránov kiên cố từ 1463 đến 1468
Từ năm 1545 đến năm 1589, dòng học Berk của Dubé là chủ sở hữu của lâu đài.
Năm 1589, Charles từ Biberštejn (người của Hội đồng Hoàng gia và đứng đầu xưởng đúc tiền lớn nhất Vương quốc Bohemia) trở thành chủ sở hữu mới của lâu đài, sau này là Michael Slavata từ Chlum. Về sau, dòng họ Biberštejn tiếp quản lâu đài và cho tái xây dựng lại lâu đài theo phong cách Phục hưng.
Vào những năm 1640, Jan từ Lisau (là người thuộc giới quý tộc Brandenburg, thăng cấp lên hàng quý tộc trong Trận Nördlingen rồi sau đó là chỉ huy hoàng gia ở Cheb. Con cháu của ông sau ba thế hệ mang quốc tịch Séc và tự xưng là Lãnh chúa của Lisov) trở thành chủ nhân mới của lâu đài.
Sau thời kì sở hữu bởi con trai Jan, lâu đài do Rudolf Adam từ Lisov, với vợ là Elizabeth Lidmila (cháu gái của nhà thiên văn học Tycho Brahe) quản lý. Họ sinh sống trong lâu đài trong thời gian dài.

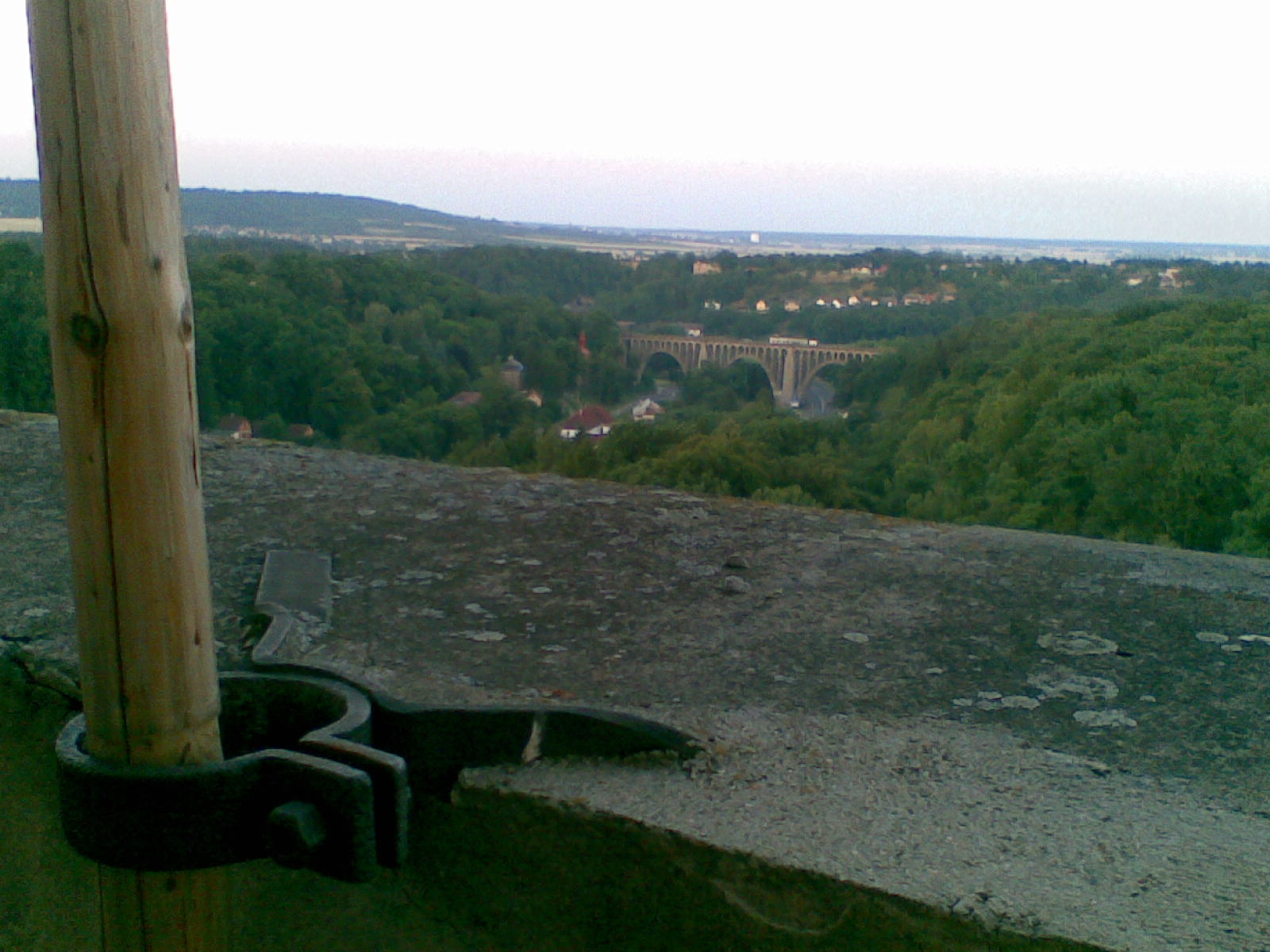
Cây cầu cổ

Năm 1746 Jan Vaclav Příchovský từ Prichovice có được quyền cai trị lâu đài. Ông là Hiệp sĩ Baroque xuất thân từ gia đình có dòng dõi quý tộc hàng đầu. Năm 1767 ông tiếp tục cho xây dựng đài phun nước Baroque bằng đá sa thạch trong sân lâu đài và Nhà thờ Thánh Václav phía trước lâu đài (tác giả là kiến trúc sư nổi tiếng Philip Heger).
Từ năm 1794, sau khi Jan Herites qua đời, Bedřich Václav Vojtěch Herites (mọi người gọi ông là Herod) nắm quyền sở hữu lâu đài, và cho đến năm 1864 lâu đài thuộc về Knight Bedřich Neubauer.
Vào thời tân phục hưng cuối thế kỉ XIX, lâu đài khoác lên mình vẻ lãng mạn chưa từng có sau nhiều lần tái thiết trong quãng thời gian từ năm 1890 đến 1894 do nhà xây dựng Joseph Schulz J. Mráz thiết kế theo đơn đặt hàng của Lady Marie từ Valdštejn và Vartemberk.

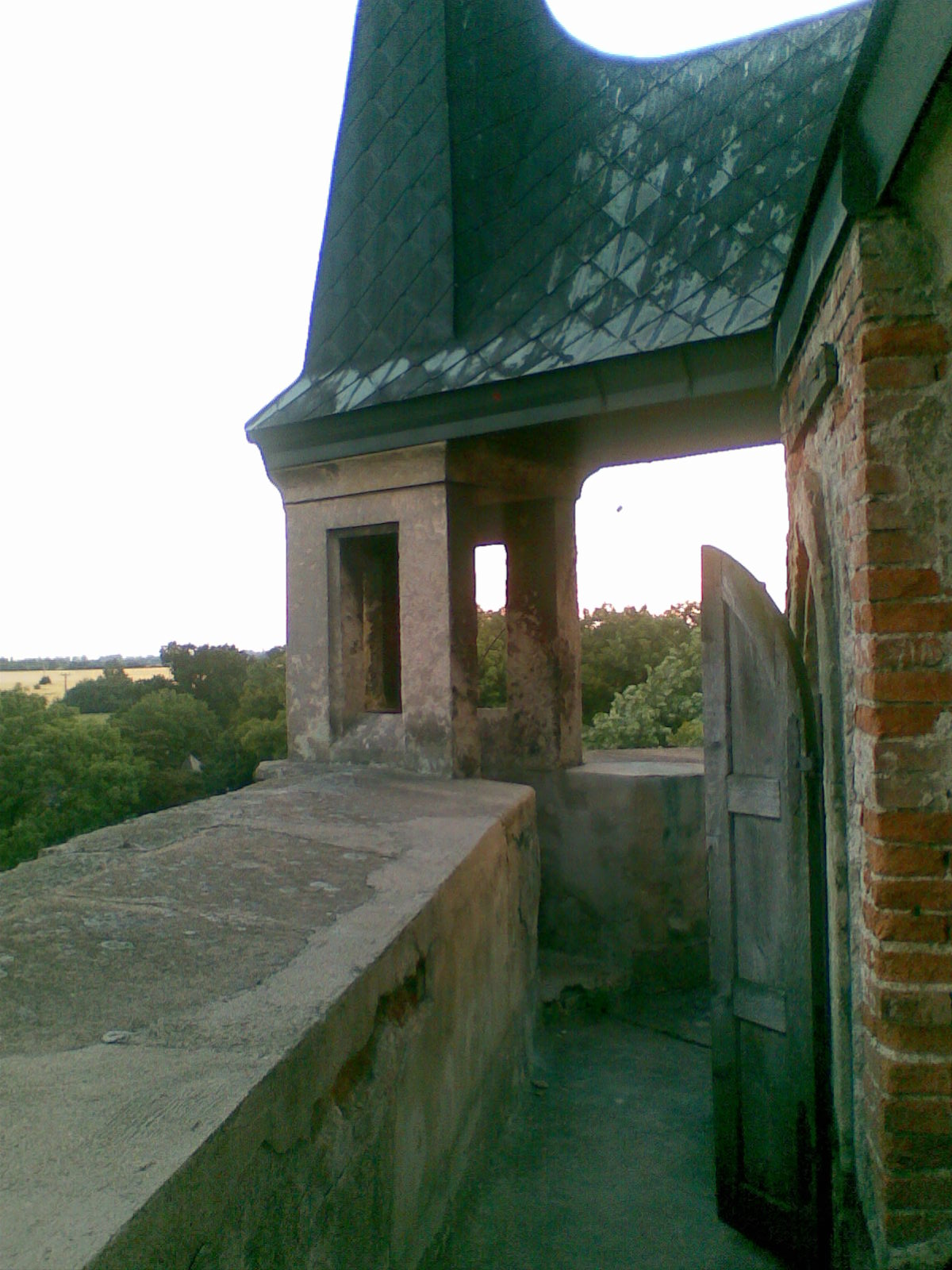
Hoàng hôn tại lâu đài Stránov

Joseph Šimonek, chủ tịch kiêm Thượng nghị sĩ của Škoda thuộc Quốc hội Joseph Šimonek, mua lại lâu đài vào năm 1917 và đóng góp nơi đây cho sự phát triển của ngành công nghiệp nhờ vậy ông thăng cấp lên địa vị nam tước. Sau này con trai ông František Šimonek và gia đình trải qua nhiều năm trên Stránov cho đến khi lâu đài được quốc hữu hóa vào năm 1950.
Sau khi quốc hữu hóa, lâu đài sử dụng với mục đích làm nhà trẻ em (phía trước lâu đài thì trở thành khu Hợp tác nông nghiệp chung), dẫn đến nhiều sự thay đổi thiếu tương xứng (nhà vệ sinh và thiết bị rửa được xây dựng thành hành lang chính và phòng nhà nước,...).
Kể từ năm 2003, lâu đài trở lại trong tay của gia đình Šimonek và lần mở cửa đầu tiên trong lịch sử là vào năm 2004, cùng với công cuộc tái thiết một phần kiến trúc cả bên trong và bên ngoài lâu đài.
Mỗi mùa hè, rất nhiều sự kiện văn hóa được tổ chức tại đây.

## Liên kết ngoài

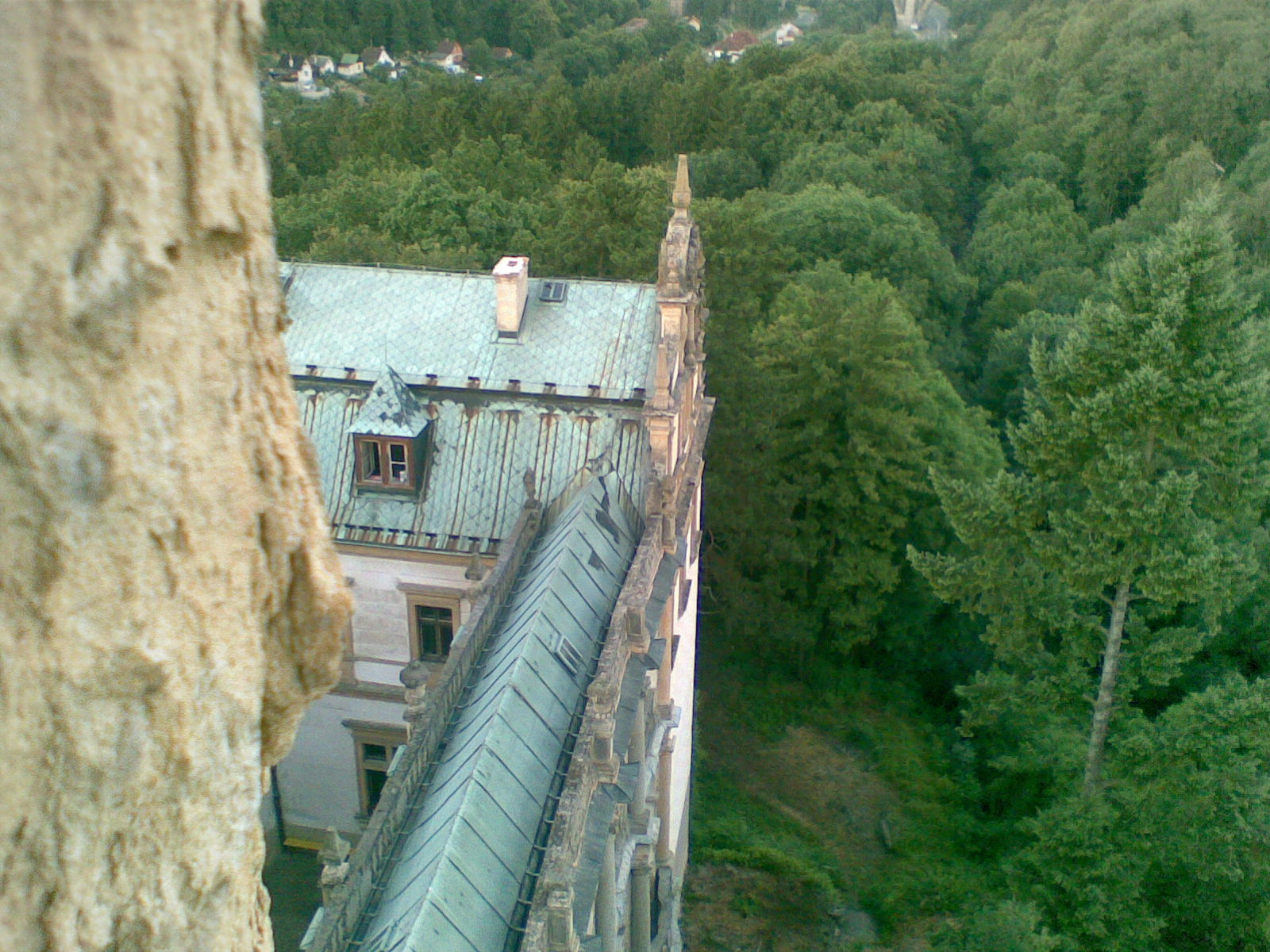
Một góc lâu đài Stránov